# Amaelle Landais-Israël
Pour les articles homonymes, voir Landais et Israël (homonymie).
Amaelle Landais-Israël, née le 27 juillet 1977 au Mans, est une glaciologue et climatologue française, directrice de recherches au CNRS au Laboratoire des sciences du climat et de l’environnement (LSCE) UMR 8212.

## Biographie
Amaelle Landais-Israël est ingénieure diplômée de l'École supérieure de physique et de chimie industrielles de la ville de Paris (116e promotion, diplômée en 2000). En 2004, elle soutient une thèse d’océanologie, météorologie et environnement sur la variabilité climatique rapide en Atlantique nord : l'apport des isotopes de l'air piégé dans la glace du Groenland  sous la direction de Jean Jouzel et de Valérie Masson-Delmotte.
De 2004 à 2006, elle réalise son post-doctorat (bourse Marie Curie) à l'université hébraïque de Jérusalem en Israël (Institute of Earth Sciences, Givat Ram) dans l'équipe du professeur Boaz Luz.
En 2007, elle est nommée chargée de recherche au CNRS, et devient directrice de recherche au CNRS en 2016.
Amaelle Landais-Israël est reconnue pour ses travaux sur la glace de l'Antarctique et du Groenland qui permettent de connaître le paléoclimat. Elle développe notamment des méthodes de mesures de haute précision des isotopes stables dans la glace afin d’interpréter des carottes glaciaires.

## Prix et distinctions scientifiques
- Médaille de d'argent du CNRS (2024)[3]
- Médaille Sir Nicholas Shackleton de l’International Union for Quaternary Research (INQUA) (2017)[4]
- Bourse ERC Starting Grant (2012)[5]
- Prix Étienne Roth du CEA décerné par l'Académie des sciences (2011)[6]
- Médaille de bronze du CNRS (2011)[3]
- Prix d'excellence de la recherche scientifique de la Fondation France-Israël (2010)[7]
- Prix Boll-Steinmetz d'ESPCI Alumni pour le meilleur travail de recherche en quatrième année (ESPCI Paris) (2002)

## Publications
Amaelle Landais-Israël est l'autrice de nombreuses publications scientifiques ainsi que de livres et de chapitres de livres : 
- Paléoclimats et environnements quaternaires, quoi de neuf sous le soleil?, édité avec Maria Fernanda  Sanchez Goni, Quaternaire, 160 pages, 2017.
- Utility of Stable Isotopes of N and Ar as Tracers to Retrieve Past Air Temperature from Air Trapped in Ice Cores, Handbook of Environmental Isotope Geochemistry, Springer, pages 865-886, 2011.
- Avec Valérie Masson-Delmotte, Françoise Vimeux, Eugeni Barkan et Boaz Luz, Combined Analysis of Water Stable Isotopes in Ice Cores, Physics of Ice Core Records 2, Supplement Issue of Low Temperature Science, 2009.
- Avec Dan Yakir, Eugeni Barkan et Boaz Luz, The Triple Isotopic Composition of Oxygen in Leaf Water and Implications for the Quantification of the Past Biosphere Productivity in Stable Isotopes as Indicator of Ecological Change, Elsevier, New York, pages 111-125, 2007.